# Castello di Castelbianco
Il castello di Castelbianco è stato un edificio difensivo situato a monte del borgo di Vesallo (Castelbianco), in provincia di Savona; fu proprietà della famiglia Clavesana.

## Storia

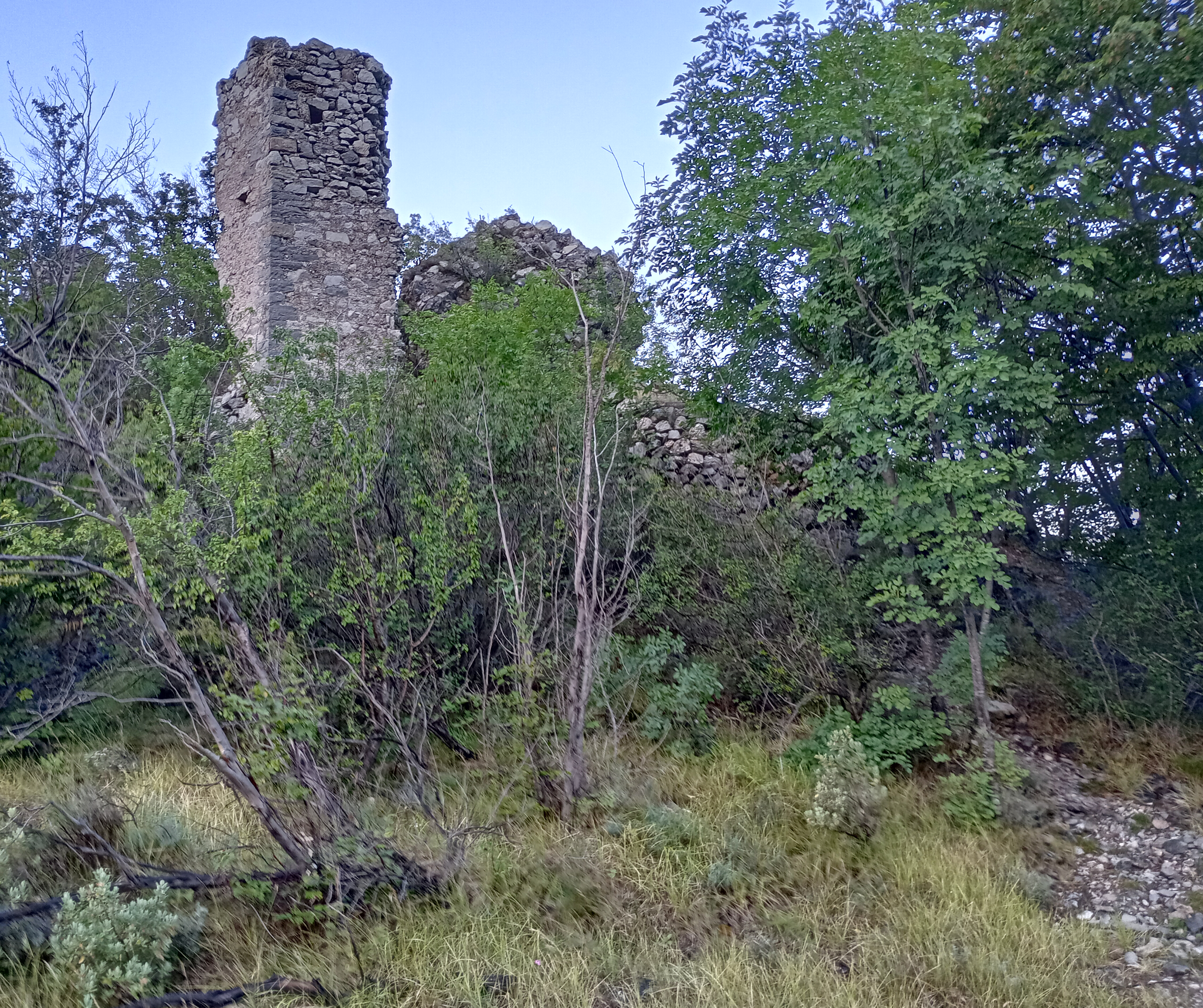

Il castello viene per la prima volta menzionato in un documento del 1202, come parte dei beni dei Marchesi di Clavesana. Nella seconda parte del XII secolo fu temporaneamente conquistato dalla città di Albenga. Nel 1288 ritornò a far parte dei domini dei Clavesana, retti in quel periodo da Manuele I. A partire dal 1355, a seguito di una investitura dell'Imperatore Carlo IV, il castello passò ai marchesi Del Carretto, i quali poi lo affidarono alla famiglia Cepollini, legata ai marchesi da un rapporto di vassallaggio. Dal 1393 viene amministrato dal vicario di Ranzo, per essere poi venduta alla Repubblica di Genova. In una relazione stilata nel 1632 da Giovanni Vincenzo Imperiale risulta che il castello aveva ormai perduto la sua primaria funzione difensiva, ma veniva ancora utilizzato come ricovero per soldati e come torre di avvistamento.  I ruderi del castello sono inclusi nell'"Elenco manufatti emergenti e sistemi di manufatti emergenti" della Provincia di Savona.

## Descrizione
Il castello si trova sulla sommità di una collina detta Garscin. Dell'edificio originario rimangono la parte bassa di una torre poligonale, le mura del nucleo fortificato costruite con pietre irregolari in file orizzontali e alcuni resti di murature perimetrali più esterne, che conservano tracce di merlatura. Dal Garscin si può osservare il castello di Alto, cosa che suggerisce l'appartenenza del castello di Castelbianco ad una catena di strutture di avvistamento.

## Accesso
Le rovine del castello sono raggiungibili a piedi, per sentiero, con partenza da Vesallo o da Veravo, due dei centri abitati che costituiscono il comune di Castelbianco.